# Apeiba glabra

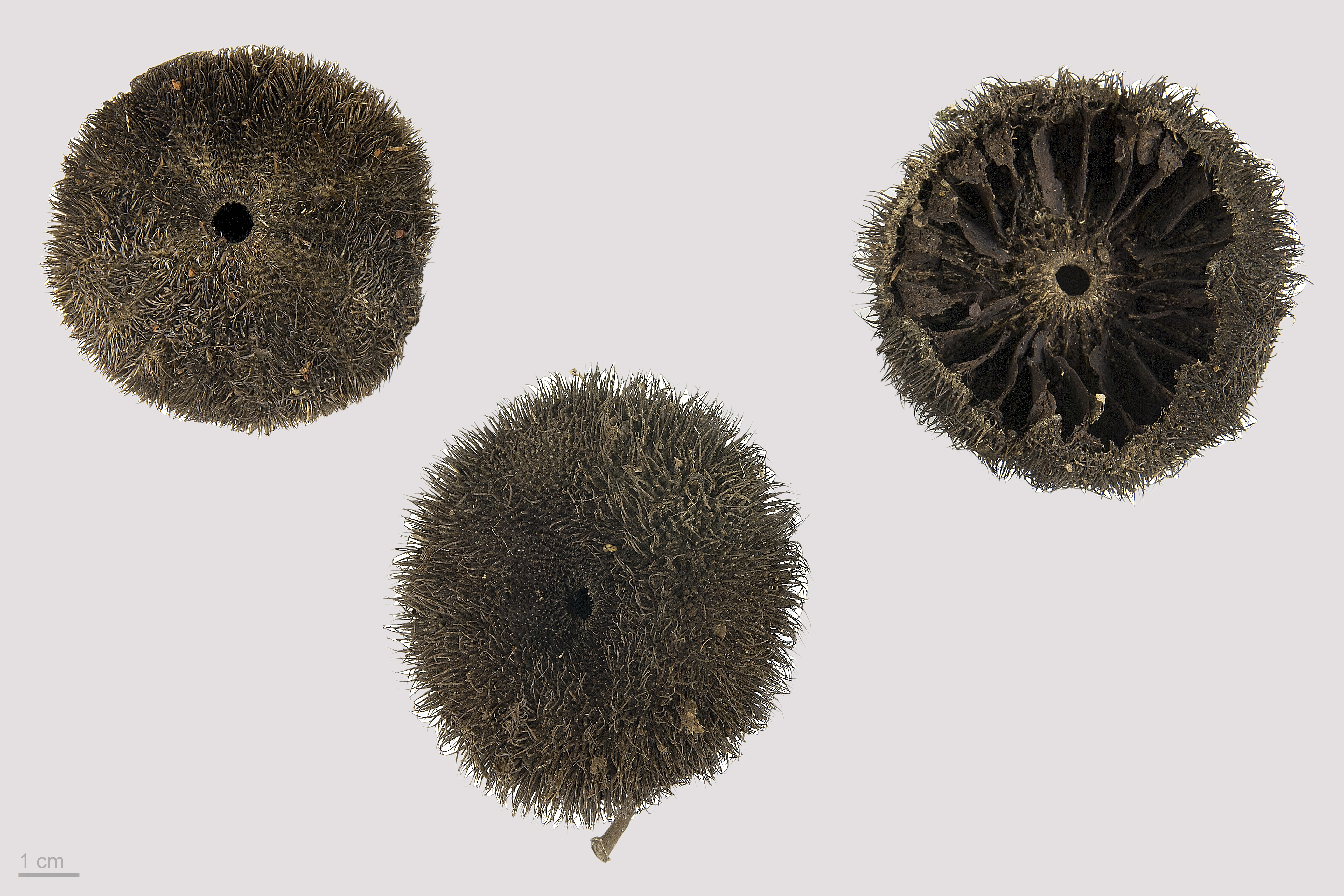
Apeiba glabra

Apeiba glabra är en malvaväxtart som beskrevs av Jean Baptiste Christophe Fusée Aublet. Apeiba glabra ingår i släktet Apeiba och familjen malvaväxter. Inga underarter finns listade i Catalogue of Life.